# 트렌트 오도널
트렌트 오도널(영어: Trent O'Donnell, 1976년~)은 오스트레일리아의 텔레비전 감독이자 프로듀서, 각본가이다.
2012년에 ABC TV의 코미디 드라마인 《어 무디 크리스마스》의 각본, 제작, 연출을 맡았다.
정글 엔터테인먼트 소속의 필 로이드와 함께 2022년 AWGIE 어워즈에서 프레드 파슨스 어워드를 수상했다.

## 필모그래피
| 연도      | 제목                                          | 감독   | 각본   | 프로듀서 | 이그제큐티브 프로듀서 | 비고                              |
| --------- | --------------------------------------------- | ------ | ------ | -------- | --------------------- | --------------------------------- |
| 2008~2010 | 《리뷰 위드 마일스 발로》                     | 예     | 예     | 아니요   | 아니요                | 2개 에피소드에서 찬조출연         |
| 2009      | 《체이서스 워 온 에브리싱》                   | 예     | 아니요 | 아니요   | 아니요                |                                   |
| 2011      | 《레이드》                                    | 예     | 아니요 | 아니요   | 아니요                | 크리에이티브 컨설턴트             |
| 2011      | 《햄스터 휠》                                 | 예     | 아니요 | 아니요   | 아니요                |                                   |
| 2012      | 《우들리》                                    | 예     | 아니요 | 아니요   | 아니요                |                                   |
| 2012      | 《키친 캐비닛》                               | 예     | 아니요 | 아니요   | 아니요                |                                   |
| 2012      | 《어 무디 크리스마스》                        | 예     | 예     | 아니요   | 아니요                | 공동 제작                         |
| 2012      | 《프라블럼스》                                | 예     | 아니요 | 아니요   | 아니요                |                                   |
| 2013      | 《엘레건트 젠틀맨스 가이드 투 나이프 파이팅》 | 예     | 예     | 예       | 아니요                | 공동 제작                         |
| 2013~2018 | 《뉴 걸》                                     | 예     | 아니요 | 아니요   | 예                    |                                   |
| 2014      | 《더 무디스》                                 | 예     | 예     | 예       | 아니요                | 공동 제작                         |
| 2015~2018 | 《브루클린 나인-나인》                        | 예     | 아니요 | 아니요   | 아니요                |                                   |
| 2015      | 《그랜드파더드》                              | 예     | 아니요 | 아니요   | 아니요                |                                   |
| 2016      | 《코미디 쇼룸》                               | 예     | 아니요 | 아니요   | 아니요                | "The Letdown" 에피소드 담당       |
| 2016~2017 | 《히어 컴 더 하비브스》                       | 아니요 | 예     | 아니요   | 예                    | 각본 추가 집필                    |
| 2016~2019 | 《렛다운》                                    | 예     | 아니요 | 아니요   | 아니요                |                                   |
| 2016      | 《그레이스 앤 프랭키》                        | 예     | 아니요 | 아니요   | 아니요                |                                   |
| 2016~2018 | 《굿 플레이스》                               | 예     | 아니요 | 아니요   | 아니요                |                                   |
| 2017~2021 | 《노 액티비티》                               | 예     | 예     | 아니요   | 예                    | 제작                              |
| 2018~2019 | 《스퀸터스》                                  | 예     | 예     | 아니요   | 예                    | 공동 제작, 각본 추가 집필         |
| 2018~2019 | 《싱글 페어런츠》                             | 예     | 아니요 | 아니요   | 아니요                |                                   |
| 2019      | 《A.P. 바이오》                               | 예     | 아니요 | 아니요   | 아니요                |                                   |
| 2019~2021 | 《더 무디스》                                 | 아니요 | 아니요 | 아니요   | 예                    |                                   |
| 2020~2021 | 《세이브드 바이 더 벨》                       | 예     | 아니요 | 아니요   | 예                    |                                   |
| 2021      | 《라이드 디 이글》                            | 예     | 예     | 예       | 아니요                | 장편 영화                         |
| 2021~현재 | 《고스트》                                    | 예     | 아니요 | 아니요   | 예                    |                                   |
| 2021      | 《길티 파티》                                 | 예     | 아니요 | 아니요   | 예                    |                                   |
| 2022      | 《나의 직장상사는 코미디언》                  | 예     | 아니요 | 아니요   | 아니요                | "The One, The Only" 에피소드 담당 |